# Szkoła Podchorążych Marynarki Wojennej

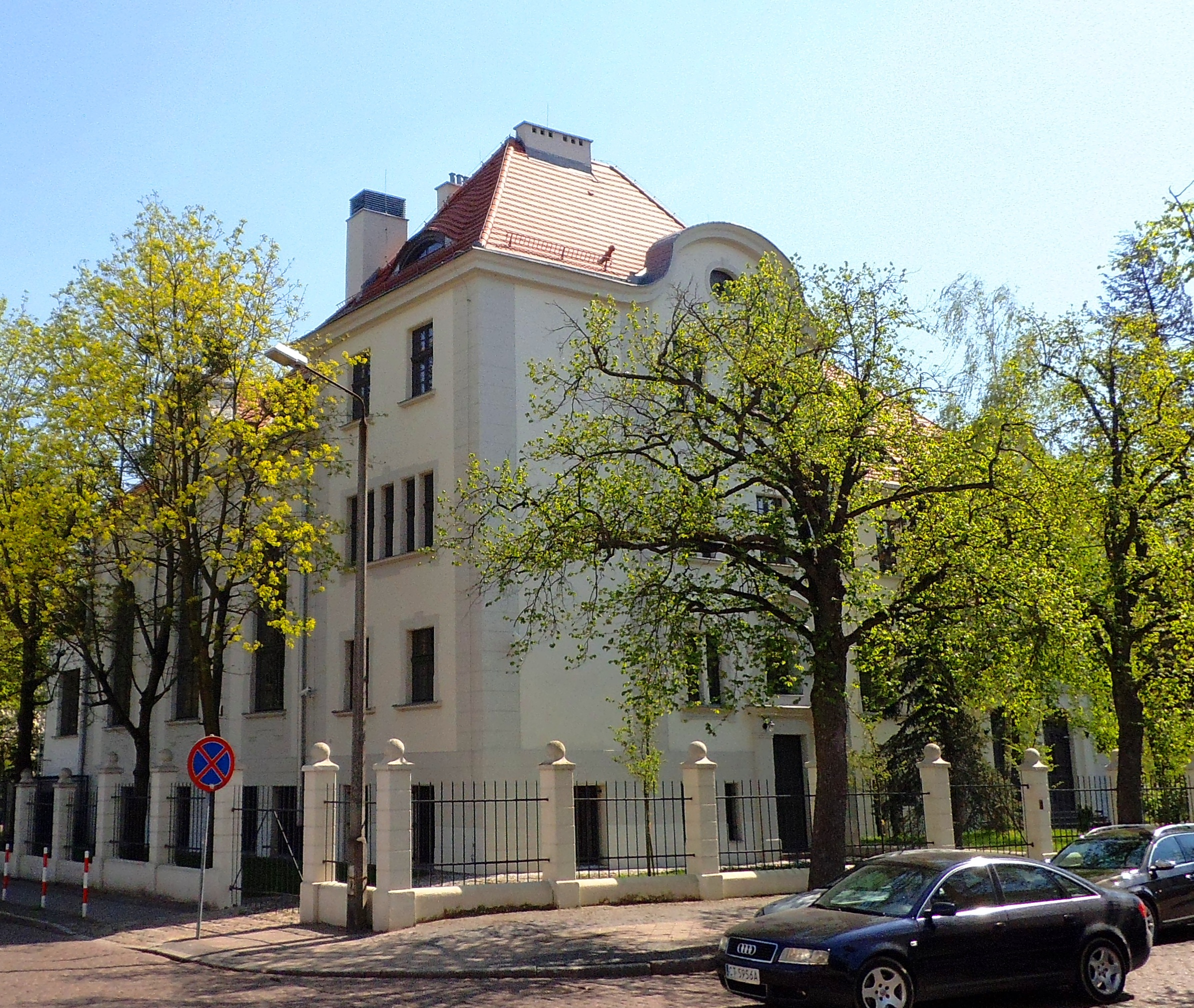
Siedziba poprzedniczki szkoły, Tymczasowych Kursów Instruktorskich, w latach 1921–1922, obecnie Wojewódzki Fundusz Ochrony Środowiska i Gospodarki Wodnej w Toruniu

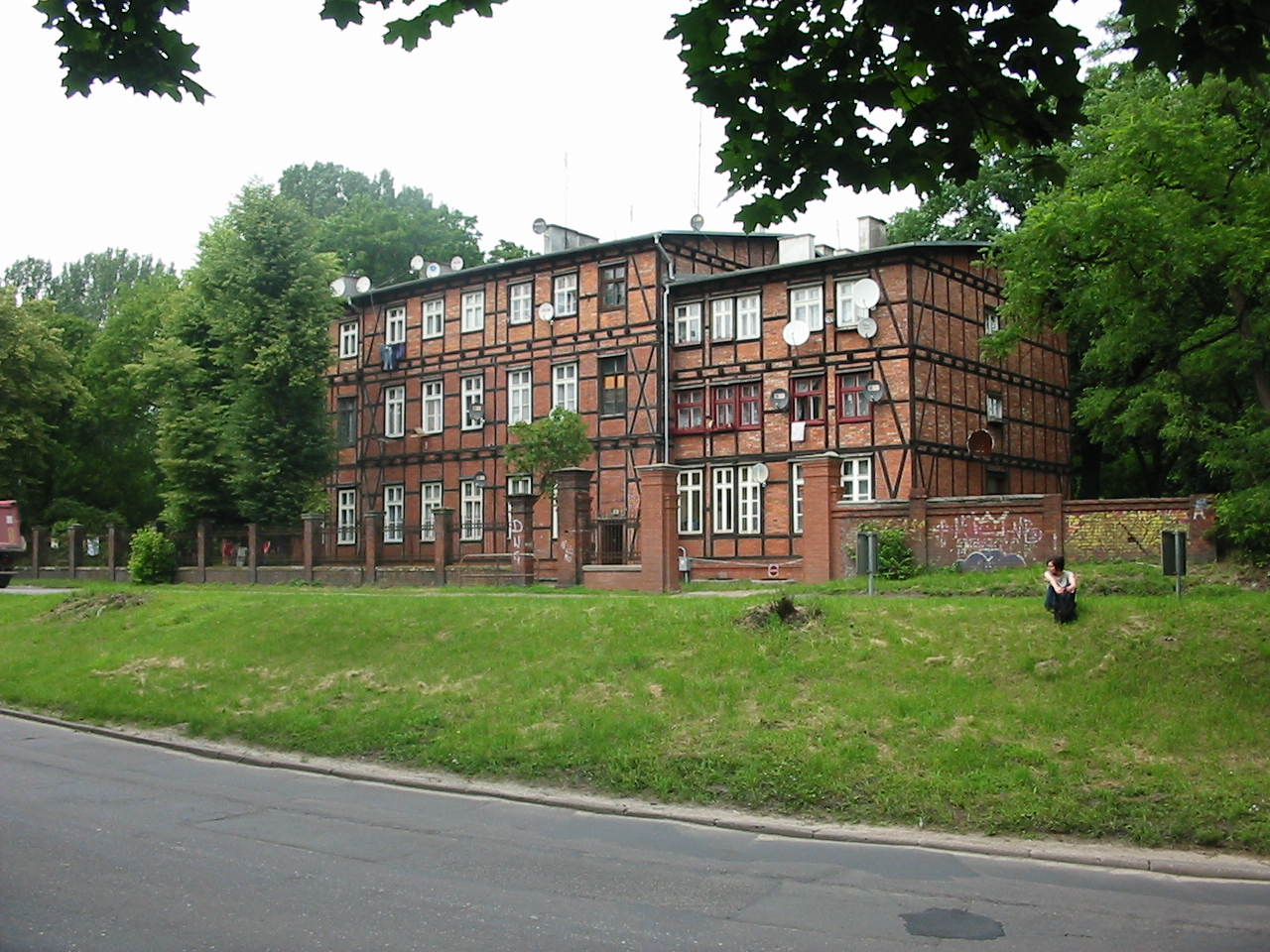
Budynek przy ul. Dybowskiej 6 w Toruniu – siedziba szkoły w latach 1922–1925

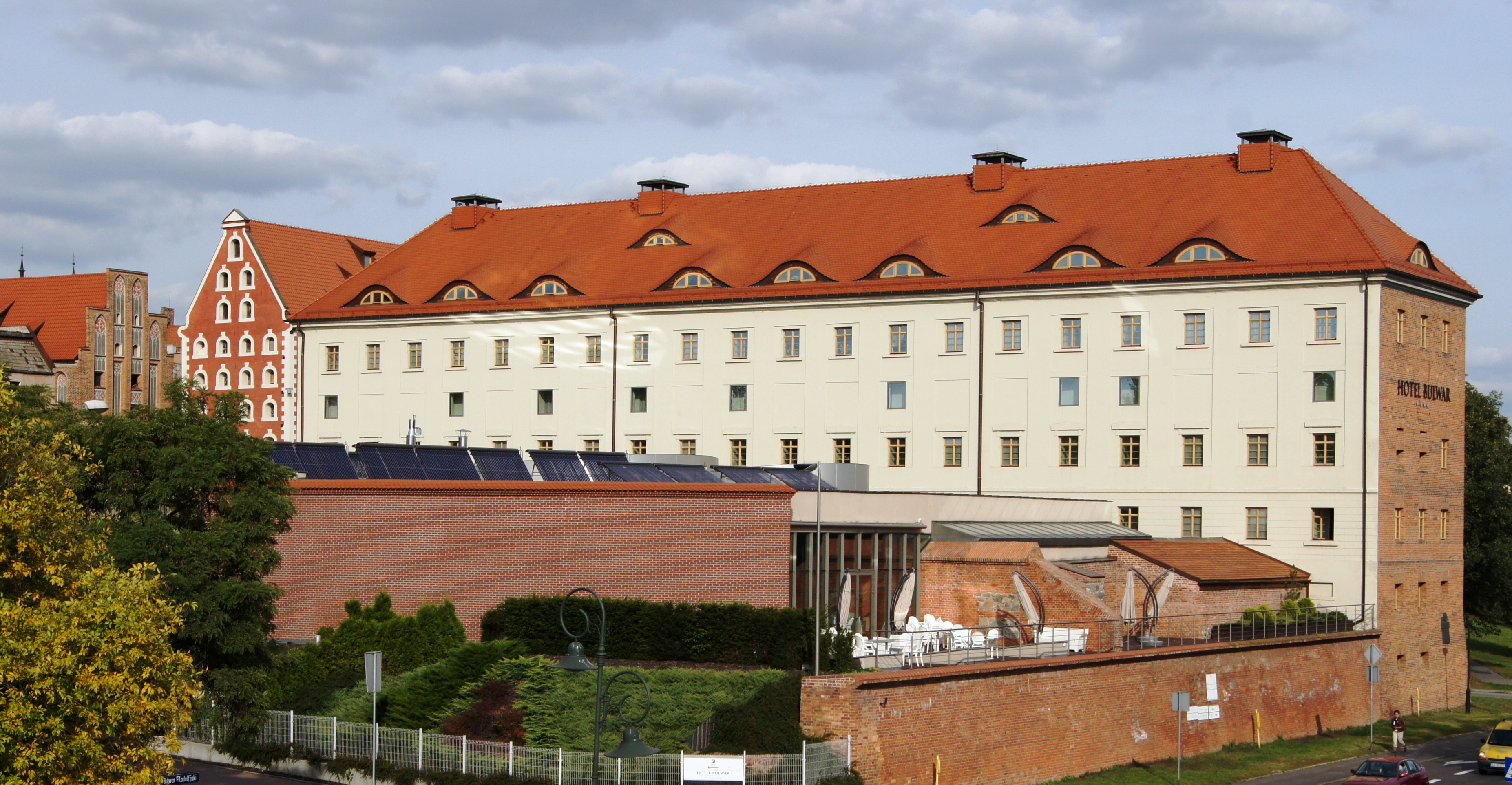
Koszary Racławickie – siedziba szkoły w latach 1925–1938

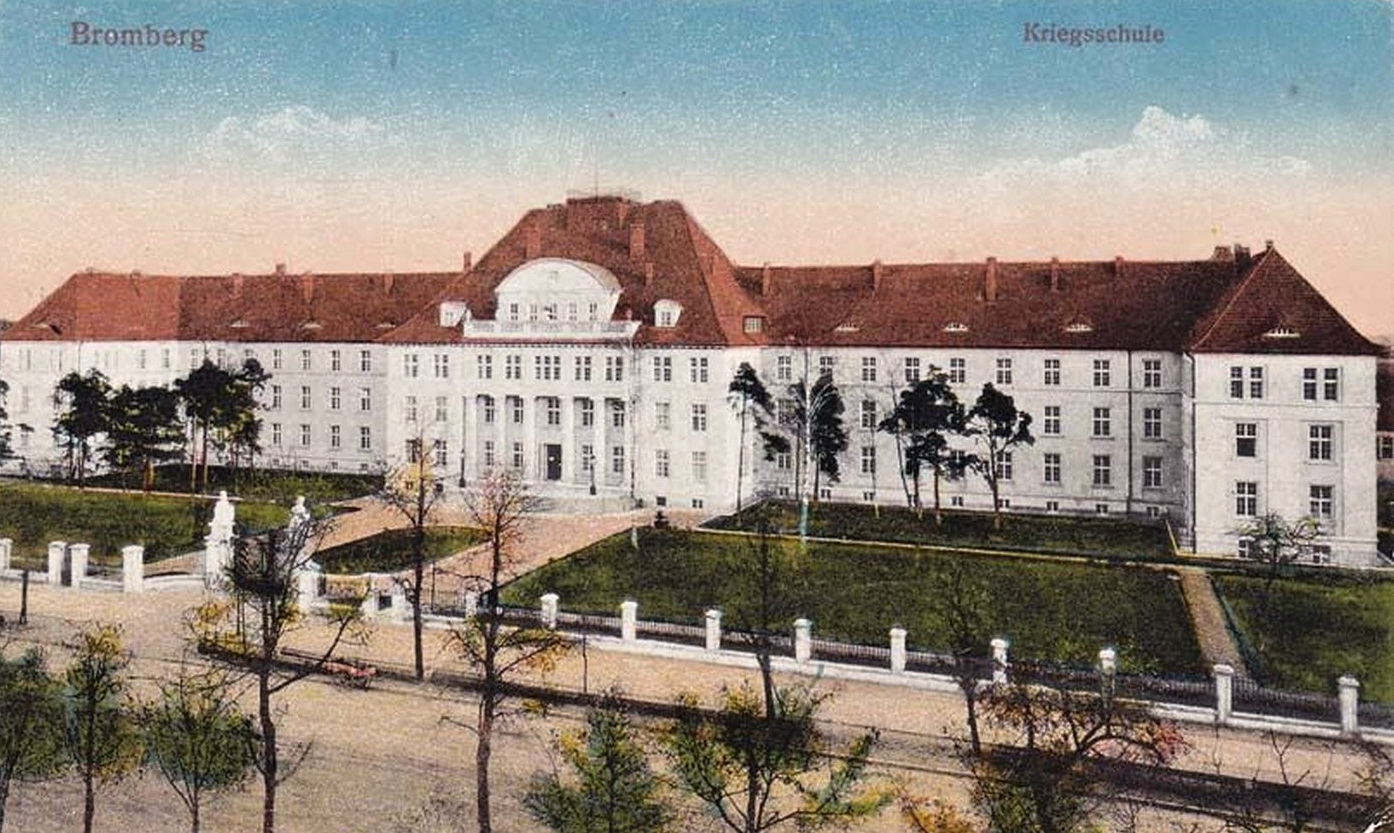
Gmach Szkoły Wojennej w Bydgoszczy – siedziba szkoły w latach 1938-1939

Szkoła Podchorążych Marynarki Wojennej (Oficerska Szkoła Marynarki Wojennej) – szkoła wyższa, kształcąca zawodowych oficerów Marynarki Wojennej II RP.

## Historia

### Tymczasowe Kursy Instruktorskie dla Oficerów
20 marca 1921 roku powołane zostały w Toruniu Tymczasowe Kursy Instruktorskie dla Oficerów (TKIO) w budynku na ul. Fredry 12, a od 24 lutego 1922 na ul. Dybowskiej 6. Naukę na pierwszym kursie rozpoczęło 22 słuchaczy, z których 18 ukończyło kurs 1 października 1922. Drugi kurs trwał od 1 września 1921 do 1 października 1923 roku – ukończyło go wszystkich 10 przyjętych (9 oficerów i 1 podoficer). Od 1 października 1922 trwał trzeci kurs, rozpoczęty przez 14 słuchaczy, a ukończony 15 grudnia 1924 roku przez 11 (10 oficerów i 1 podoficer). Absolwenci kursów drugiego i trzeciego otrzymali dyplomy ukończenia Oficerskiej Szkoły Marynarki Wojennej.
Zadaniem TKIO było wspólne przeszkolenie oficerów wywodzących się z różnych marynarek trzech państw zaborczych oraz doszkolenie tych oficerów, którzy w ogóle nie ukończyli morskich szkół wojennych. Dlatego też program kursów obejmował wyłącznie przedmioty dotyczące nawigacji morskiej, budowy okrętów i uzbrojenia okrętowego oraz taktyki morskiej. Szkolenie teoretyczne (łącznie 10 miesięcy) i praktyczne (łącznie 8 miesięcy) było podzielone na dwie części. Po pierwszej części szkolenia teoretycznego słuchacze odbywali 4-miesięczną praktykę na okrętach na stanowiskach podoficerskich, po drugiej części – na stanowiskach oficerskich. Zajęcia prowadzili oficerowie Departamentu dla Spraw Morskich (następnie Kierownictwa Marynarki Wojennej), Komendy TKIO, Państwowej Szkoły Morskiej, szkół wojskowych garnizonu toruńskiego oraz profesorowie toruńskich szkół cywilnych.

### Oficerska Szkoła Marynarki Wojennej
1 października 1922 powołano, w miejsce TKIO, Oficerską Szkołę Marynarki Wojennej (OSMW). OSMW miała za zadanie przygotowywać oficerów do zawodowej służby w MW (początkowo przyjmowani byli tylko żołnierze: absolwenci szkół podchorążych, podoficerowie MW z maturą oraz oficerowie do stopnia kapitana z innych formacji wojskowych). Nowo zorganizowana szkoła stanowiła jednostkę samodzielną, bezpośrednio podległą szefowi KMW, chociaż do roku 1923 pod względem dyscypliny ogólnowojskowej i spraw lokalnych podlegała dowódcy Okręgu Korpusu VIII.
Pierwszych 20 kandydatów (w tym 5 oficerów, którzy nie ukończyli wcześniej TKIO) rozpoczęło naukę w roku 1923 według dwuletniego programu, kolejny rocznik – w roku 1924 – już według programu trzyletniego. Od listopada 1926 roku naukę w szkole przedłużono o miesiąc, szkoła otworzyła się także na uczniów cywilnych – wszystkich absolwentów szkół posiadających maturę. Oprócz niej wymagano obywatelstwa polskiego, idealnego stanu zdrowia, stanu wolnego i zaświadczenia o postawie moralnej i lojalności potwierdzonego przez co najmniej dwie osoby zajmujące stanowiska państwowe. Pomimo tak ostrych wymogów na jedno miejsce w szkole przypadało około 10 kandydatów.
Ponieważ warunki lokalowe na ul. Dybowskiej były fatalne (były tam tylko sale lekcyjne; nie było boiska ani internatu; do tego budynek znajdował się na lewym brzegu Wisły, słabo skomunikowanym z resztą miasta) już od 1923 roku KMW nosiło się z zamiarem przeniesienia OSMW do Warszawy lub Bydgoszczy. Z planów tych zrezygnowano, gdy DOK VIII zaproponowało przejęcie zwalnianych przez Flotyllę Wiślaną Koszarach Racławickich - charakterystycznego budynku Twierdzy Toruń, posiadającego unikalny na skalę europejską strop przeciwbombowy między przedostatnią a ostatnią kondygnacją. Przeznaczono je na internat szkoły (drugie i trzecie piętro), czytelnię z biblioteką, kuchnię, jadalnię, areszt, warsztaty szewski i krawiecki, świetlicę, gabinet komendanta oraz mieszkania obsługi szkoły. Sale wykładowe, gabinety naukowe, sala gimnastyczna i gabinet dyrektora nauk znalazły się w byłej Wozowni Artyleryjskiej, dziś nieistniejącej (w jej miejscu jest zjazd z mostu, tzw. Ślimak Getyński).

### Szkoła Podchorążych Marynarki Wojennej
W roku 1928 wskutek reorganizacji szkolnictwa wojskowego w Polsce wszystkie szkoły oficerskie przemianowano na szkoły podchorążych poszczególnych rodzajów wojsk. Tak więc OSMW została z dniem 19 października 1928 przemianowana na Szkołę Podchorążych Marynarki Wojennej (SPMW). Zreorganizowano także system szkolenia: od listopada 1926 roku trwało 3 lata i 1 miesiąc wg schematu: 1,5 miesiąca wyszkolenia rekruckiego – 2 miesiące pływania kandydackiego (Początkowo na kanonierkach ORP Generał Haller i ORP Komendant Piłsudski, potem na transportowcu ORP Wilia) – 5 miesięcy nauki – 7 miesięcy pływania (Od 1929 roku jeden długi rejs na szkunerze ORP Iskra) – 6 miesięcy nauki – 6 miesięcy pływania – 6 miesięcy nauki – 3,5 miesiąca pływania. W międzyczasie przysługiwało 1,5 miesiąca urlopu (z niego dwa tygodnie przypadały łącznie na święta: Bożego Narodzenia i Wielkanocy). Podchorążym zostawało się dopiero po zakończeniu przeszkolenia rekruckiego i pływania kandydackiego (czyli po 3,5 miesiąca). Dla Wydziałów Technicznego (istniał od 1931 roku) i Administracyjnego (istniał od roku 1935) pływanie kandydackie trwało 1 miesiąc, a pierwszy okres nauki – 7 miesięcy. Z czasem naukę w SPMW wydłużono do 3 lat i 3 miesięcy. Na wydziałach technicznym i administracyjnym przewidziany był tylko jeden rocznik, więc nabór odbywał się co trzy lata, gdy poprzedni rocznik ukończył szkołę.
SPMW 5 września 1938 przeniesiono z Torunia do Bydgoszczy i zlokalizowano w budynku Szkoły Wojennej, zajmowanym uprzednio przez Szkołę Podchorążych dla Podoficerów. W zajmowanym w Toruniu budynku brak było bowiem miejsca na nowe gabinety naukowe, a także na pomieszczenia dla coraz większej liczby uczniów. Jednocześnie dotychczas użytkowane pomieszczenia uznawane były za nieodpowiednie. Ponadto od 1934 roku, wskutek budowy mostu drogowego w Toruniu, szkoła została pozbawiona boiska.

## Absolwenci
Tymczasowe Kursy Instruktorskie:
- Kurs pierwszy, ukończony 1.10.1922 - 18 osób
- Kurs drugi, ukończony 1.10.1923 - 10 osób
- Kurs trzeci, ukończony 1.10.1924 - 11 osób

Oficerska Szkoła Marynarki Wojennej:
- Kurs pierwszy, data starszeństwa 1.07.1925 - 12 osób
- Kurs drugi, data starszeństwa 15.08.1927 - 17 osób
- Kurs trzeci, data starszeństwa 15.08.1928 - 22 osoby

Szkoła Podchorążych Marynarki Wojennej:
- Rocznik pierwszy, data starszeństwa 15.08.1929 - 21 osób
- Rocznik drugi, data starszeństwa 15.08.1930 - 17 osób
- Rocznik trzeci, data starszeństwa 15.08.1931 - 15 osób
- Rocznik czwarty, data starszeństwa 15.08.1932 - 17 osób
- Rocznik piąty, data starszeństwa 15.08.1933 - 17 osób
- Rocznik piąty, data starszeństwa 1.01.1934 - 1 osoba
- Rocznik szósty, data starszeństwa 15.08.1934 - 13 osób
- Rocznik pierwszy (Wydział Techniczny), data starszeństwa 15.08.1934 - 12 osób

4 sierpnia 1934 Prezydent RP mianował 25 absolwentów na stopień podporucznika w korpusie oficerów marynarki wojennej ze starszeństem z 15 sierpnia 1934, w tym 13 absolwentów w korpusie morskim i 12 absolwentów w korpusie technicznym (Była to pierwsza promocja absolwentów Wydziału Technicznego). Uroczysta promocja odbyła się w środę 15 sierpnia 1934 w Porcie Wojennym w Gdyni na pokładzie ORP Bałtyk. W imieniu Prezydenta i Ministra Spraw Wojskowych aktu promocji dokonał kontradm. Jerzy Świrski. W uroczystości wziął udział m.in. minister spraw zagranicznych Józef Beck.

- Rocznik siódmy, data starszeństwa 15.10.1936 - 11 osób
- Rocznik siódmy, data starszeństwa nieznana - 1 osoba
- Rocznik drugi (Wydział Techniczny), data starszeństwa 1.10.1937 - 11 osób
- Rocznik ósmy, data starszeństwa 15.10.1937 - 20 osób
- Rocznik pierwszy (Wydział Administracyjny), data starszeństwa 1.10.1938 - 12 osób
- Rocznik dziewiąty, data starszeństwa 15.10.1938 - 21 osób
- Rocznik dziewiąty, data starszeństwa nieznana - 1 osoba
- Rocznik dziesiąty, promocja na Helu w dniu 27.09.1939 - 12 osób
- Rocznik dziesiąty, promocja w Anglii w dniu 2.03.1940 ze starszeństwem 15.10.1939 - 6 osób

## Dziedzictwo
Na tradycję Szkoły powołuje się współcześnie Akademia Marynarki Wojennej w Gdyni. 
W Dzień Podchorążego 2012 roku w Toruniu uroczyście otwarto Skwer Oficerskiej Szkoły Marynarki Wojennej. Znalazła się na nim w formie pomnika Mina kontaktowa wz. 08/39 (bez wózka) - dar marynarzy ORP Toruń, oraz 45 mm armata okrętowa (produkcji radzieckiej, używana w latach 1941–1942 na okrętach podwodnych typu A) - depozyt Muzeum Wojska Polskiego, które jednak po niecałych 3 latach wróciło do muzeum.

## Obsada personalna szkoły

### Komendanci
Tymczasowe Kursy Instruktorskie:
- kmdr ppor. Adam Mohuczy - 17.02.1921 do 1.10.1922

Oficerska Szkoła Marynarki Wojennej:
- kmdr ppor. Adam Mohuczy - 1.10.1922 do 15.10.1924
- kmdr Witold Panasewicz - 15.10.1924 do 10.10.1925
- kmdr Czesław Petelenz -  10.10.1925 do ?.12.1926
- kmdr por. dypl. Stefan Frankowski - ?.12.1926 do 19.10.1928

Szkoła Podchorążych Marynarki Wojennej:
- kmdr por. dypl./kmdr dypl. Stefan Frankowski - 19.10.1928 do 13.05.1929
- kmdr ppor./kmdr por. Karol Korytowski - 23.05.1929 do 1.04.1933
- kmdr por. Tadeusz Morgenstern - 1.04.1933 do 10.10.1937
- kmdr por. dypl. Tadeusz Stoklasa -  10.10.1937 do 18.07.1939
- kmdr Tadeusz Morgenstern - 18.07.1939 do 19.09.1939

### Obsada personalna w 1923
Obsada z roku 1923, prawdopodobnie tożsama z ostatnią obsadą TKI:
- komendant kmdr ppor. Adam Mohuczy
- oficer ordynansowy komendanta - por. mar. Stefan Gebethner
- kierownik nauk - kmdr ppor. Witold Zajączkowski
- oficer kursowy - por. mar. Roman Stankiewicz
- wykładowca - kpt. mar. inż. Stanisław Kamieński
- wykładowca - kpt. mar. Michał Borowski
- wykładowca - por. mar. Mirosław Kownacki

### Obsada personalna w 1939
Stan na marzec 1939 roku:
- komendant – kmdr por. dypl. Tadeusz Stoklasa
- adiutant – kpt. piech. Franciszek Walerian Kubal
- lekarz – kpt. mar. dr Bolesław Szwaczyk
- kwatermistrz – kpt. int. Tadeusz Aleksander  Karge(*)[b]
- oficer materiałowy – ppor. mar. Józef Eugeniusz Macikowski
- oficer żywnościowy – chor. mar. Stanisław Niewiadomski
- dyrektor nauk wydziału morskiego – kmdr ppor. Mirosław Kownacki
- kier. nauk wydziału technicznego – kmdr ppor. inż. Tadeusz Wiktor Kotik
- kier. nauk wydziału administracyjnego – kpt. int. Tadeusz Aleksander Karge(*)[b]
- instruktor WF – por. mar. Stanisław Władysław Kozak
- oficer wykładowca – por. mar. Franciszek Rydzewski
- dowódca oddziału podchorążych – kpt. mar. Stanisław Mieszkowski
- oficer kursowy starszego rocznika – kpt. mar. Robert Kasperski
- oficer kursowy średniego rocznika – kpt. mar. Tadeusz Ludwik Kamiński
- oficer kursowy młodszego rocznika – por. mar. Kazimierz Józef Hess
- oficer kursowy kandydatów – kpt. mar. Bolesław Jan Biskupski
- pomocnik oficera kursowego starszego rocznika – por. mar. Jur Mende
- pomocnik oficera kursowego młodszego rocznika – por. mar. Wacław Karol Fara